# 早川省義
早川 省義（はやかわ あきよし、1852年8月21日（嘉永5年7月7日） - 1903年（明治36年）12月22日）は、日本陸軍の軍人。正五位。最終階級は陸軍少将。正五位。旧名・高松次郎。

## 経歴
本籍静岡県。明治2年（1869年）9月より沼津兵学校で資業生（第4期）として学ぶ。明治5年（1872年）5月、兵学校廃校に伴い東京に移り、陸軍伍長となり陸軍教導団に編入された。1873年（明治6年）12月24日、陸軍少尉に任官の後、1874年（明治7年）2月、陸軍省参謀局第六（測量）課課員となる。1877年（明治10年）5月18日に陸軍中尉を任ぜられ、1880年（明治13年）には全国測量の開始に際し、千葉県下を担当する第2班班長を務めるなど測量業務に従事する。
1882年（明治15年）4月18日に工兵大尉に昇進後、軍の測量技師養成のための施設設置及び教育方法についての検討における中心的役割を果たし、『数理提要』、『大地測量学講本』、『地形学』、『初級最小方数法』、『標高平面幾何学』などの教科書を編纂するとともに、陸地測量部修技所設立に尽力した。
1884年（明治17年）9月、参謀本部測量局地図課長心得となる。参謀本部測量局が陸地測量部となった1888年（明治21年）5月14日には同製図科長心得として職務上は留任となり、1889年（明治22年）9月21日、工兵少佐に昇進し、同日付けで陸地測量部製図科長に正式就任。以後長らく陸地測量部で地図作成業務に従事し、1895年（明治28年）1月29日には工兵中佐に、1899年（明治32年）12月25日には工兵大佐に昇進した。
1903年12月22日に死去し、同日、陸軍少将に進み予備被仰付となった。

## 栄典・授章・授賞
- 1880年（明治10年）2月7日 - 従七位[10]
- 1891年（明治24年）12月28日 - 従六位[11]
- 1895年（明治28年）3月28日 - 正六位[12]
- 1900年（明治33年）2月10日 - 従五位[13]
- 1903年（明治36年）12月22日 - 正五位[9]

勲章等
- 1885年（明治18年）4月7日 - 勲五等双光旭日章[14]
- 1889年（明治22年）11月29日 - 大日本帝国憲法発布記念章[15]
- 1893年（明治26年）5月26日 - 勲四等瑞宝章[16]
- 1895年（明治28年）
  - 10月31日 - 勲三等旭日中綬章[17]
  - 11月18日 - 明治二十七八年従軍記章[18]